# 祝允明

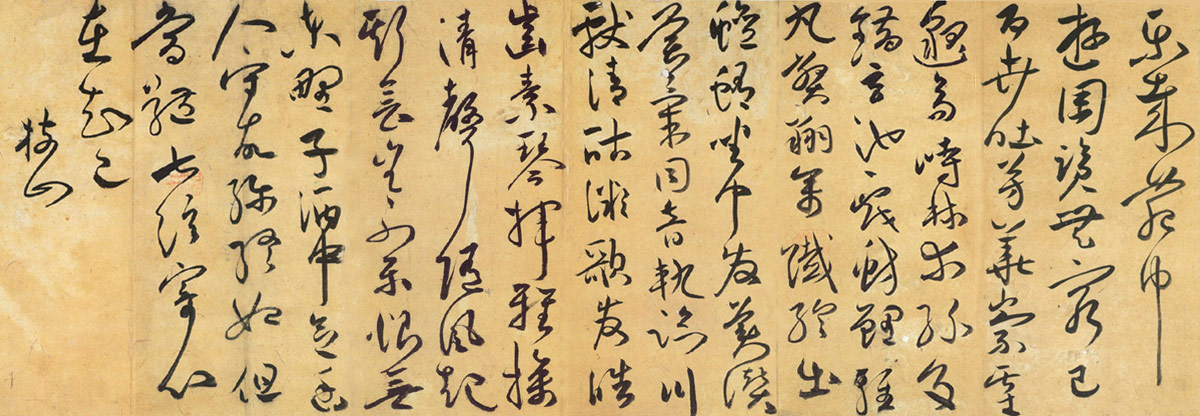
祝允明書『嵆康酒会詩』

祝 允明（しゅく いんめい、天順4年12月6日（1461年1月17日） - 嘉靖5年12月27日（1527年1月28日））は、中国明代の書家、文人、官吏。
字は希哲、号は枝山・枝指生。長洲県（現蘇州市）出身。多指症のため生まれつき右手の指が6本あった。1492年郷試に合格したが、進士の試験には落第し続けた。1514年広東省興寧県（現興寧市）の県令を経て、1521年首都南京の応天府の通判に任ぜられたが、病気を理由に1年足らずで帰郷した。
詩文をよくし、唐寅・文徴明・徐禎卿とともに「呉中四才子」の一人に数えられる。